# Ala Gallorum et Thracum Antiana

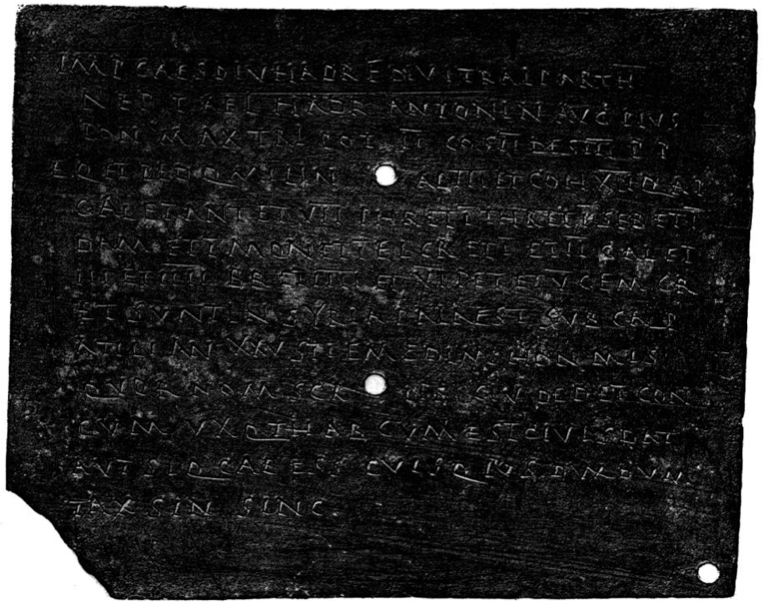
Das Militärdiplom des Jahres 139

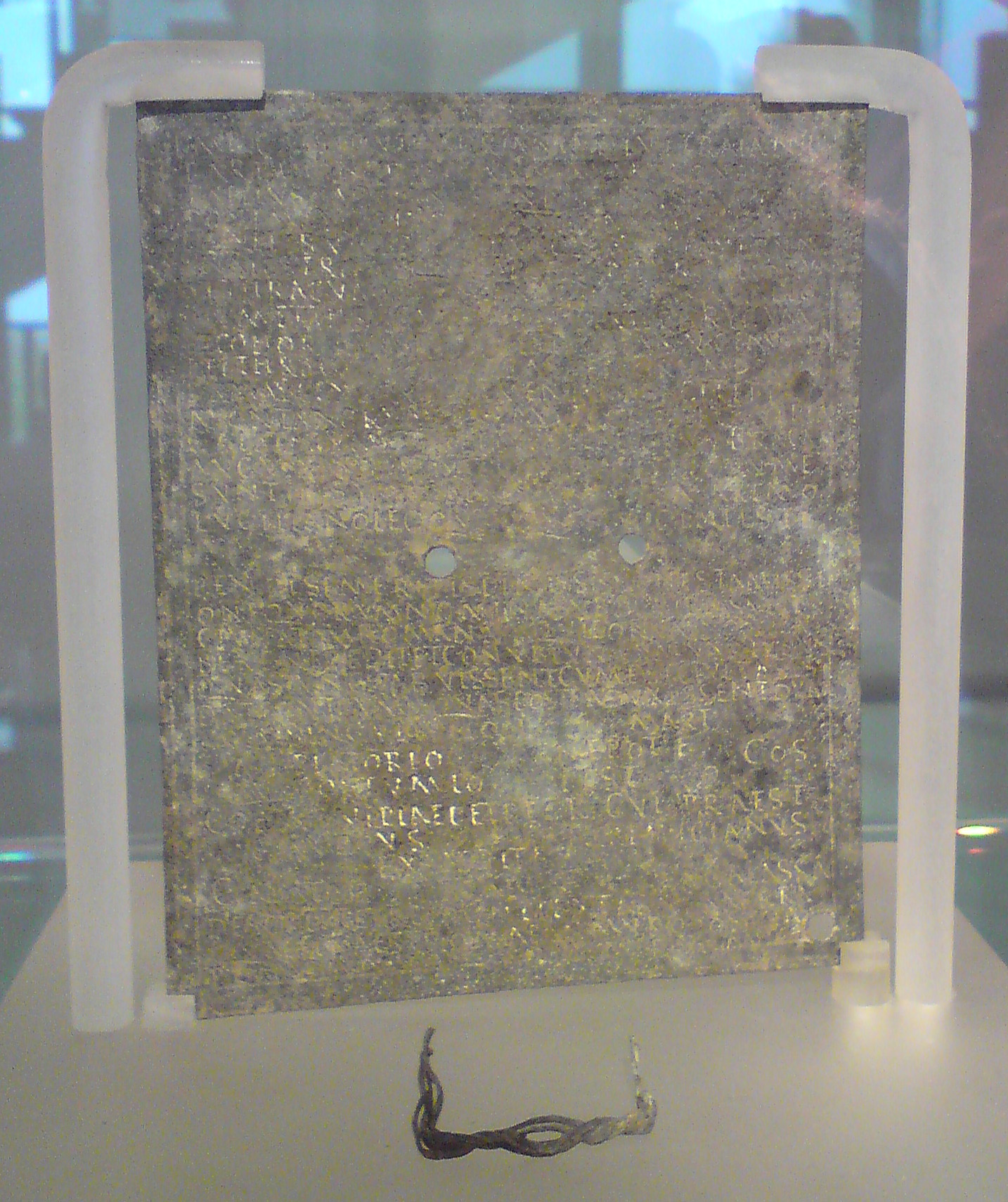
Ein Militärdiplom von 160

Die Ala Gallorum et Thracum Antiana [sagittariorum oder sagittaria] (deutsch Ala der Gallier und der Thraker des Antius [der Bogenschützen]) war eine römische Auxiliareinheit. Sie ist durch Militärdiplome und Inschriften belegt. In den Militärdiplomen für Syria Palaestina wird sie als Ala Antiana Gallorum et Thracum bezeichnet und in der Notitia dignitatum als Ala Antana dromedariorum.

## Namensbestandteile
- Ala: Die Ala war eine Reitereinheit der Auxiliartruppen in der römischen Armee.

- Gallorum et Thracum: der Gallier und der Thraker. Die Soldaten der Ala wurden bei Aufstellung der Einheit wohl zunächst aus den verschiedenen Stämmen der Gallier rekrutiert. Wahrscheinlich um 26 n. Chr. wurde eine größere Anzahl von Thrakern in die Einheit aufgenommen, nachdem ein Aufstand in Thrakien niedergeschlagen worden war.[1]

- Antiana: des Antius. Die Ala wurde vermutlich von C. Antius, einem Stabsoffizier des Germanicus, aufgestellt und nach ihm benannt. Dies geschah vermutlich um 16 n. Chr., als Publius Vitellius und C. Antius in Gallien einen Zensus durchführten.[1][2][3][4][A 2]

- sagittariorum oder sagittaria: der Bogenschützen. Der Zusatz kommt in den Militärdiplomen von 160 vor.

Da es keine Hinweise auf den Namenszusatz milliaria (1000 Mann) gibt, war die Einheit eine Ala quingenaria. Die Sollstärke der Ala lag bei 480 Mann, bestehend aus 16 Turmae mit jeweils 30 Reitern.

## Geschichte
Die Ala war in den Provinzen Syria und Syria Palaestina (in dieser Reihenfolge) stationiert. Sie ist auf Militärdiplomen für die Jahre 54 bis 186 n. Chr. aufgeführt.
Die Einheit nahm vermutlich um 26 an der Niederschlagung eines Aufstands in Thrakien teil und wurde im Anschluss daran in die Provinz Syria verlegt. Der erste Nachweis in der Provinz beruht auf einem Diplom, das auf 54 datiert ist. In dem Diplom wird die Ala als Teil der Truppen (siehe Römische Streitkräfte in Syria) aufgeführt, die in der Provinz stationiert waren. Weitere Diplome, die auf 88 bis 93 datiert sind, belegen die Einheit in derselben Provinz.
Die Ala wurde zu einem unbestimmten Zeitpunkt in die Provinz Iudaea (dem späteren Syria Palaestina) verlegt. Der erste Nachweis der Einheit in Syria Palaestina beruht auf einem Diplom, das auf 136/137 datiert ist. In dem Diplom wird die Ala als Teil der Truppen (siehe Römische Streitkräfte in Syria Palaestina) aufgeführt, die in der Provinz stationiert waren. Weitere Diplome, die auf 139 bis 186 datiert sind, belegen die Ala in derselben Provinz.
Letztmals erwähnt wird die Einheit in der Notitia dignitatum mit der Bezeichnung Ala Antana dromedariorum für den Standort Admatha. Sie war Teil der Truppen, die dem Oberkommando des Dux Palaestinae unterstanden.

## Standorte
Standorte der Ala in Syria Palaestina waren möglicherweise:
| - Admatha: Die Einheit wird in der Notitia dignitatum für diesen Standort aufgeführt. | - Scythopolis (Bet Sche’an): die Inschrift von Flavius Ulpianus wurde in Bet Sche’an gefunden. Vermutlich war seine Turma hier stationiert. |

## Angehörige der Ala
Folgende Angehörige der Ala sind bekannt:

### Kommandeure
| - [?], ein Praefectus (AE 1926, 82) - Gaius Cornelius Vessonianus: er wird auf dem Diplom von 142 als Kommandeur genannt. - Gnaeus Domitius Corbulo: er wird auf dem Diplom von 151/154 als Kommandeur genannt. | - M(arcus) Iuliu[s]: er wird auf dem Diplom von 147 als Kommandeur genannt. - Marcus Milonius Verus Iunianus: er wird auf dem Diplom von 54 als Kommandeur genannt. - Peducaeus Marcianus: er wird auf einem Diplom von 160 als Kommandeur genannt. |

### Sonstige
| - [?], ein Soldat: das Diplom von 151/154 wurde für ihn ausgestellt. - C(aius) Sertorius, ein Missicius (AE 1991, 1427) - Celsus, ein Soldat: das Diplom von 142 wurde für ihn ausgestellt. | - Fl(avius) Ulpianus, ein Decurio (AE 1990, 1013) - Romaesta, ein Reiter: das Diplom von 54 wurde für ihn ausgestellt. - Serpodius, ein Soldat: ein Diplom von 160 (RMD 3, 173) wurde für ihn ausgestellt. |